# طويقان كستنائي الرأس
طويقان كستنائي الرأس (الاسم العلمي: Aulacorhynchus derbianus) (بالإنجليزية: Chestnut-tipped Toucanet)‏ هو نوع من الطيور يتبع جنس الطويقان الأخضر من الفصيلة الطوقانية.